# Prakovce
Prakovce es un municipio del distrito de Gelnica en la región de Košice, Eslovaquia, con una población estimada a final del año 2024 de 3184 habitantes.
Se encuentra ubicado al oeste de la región, en el valle del río Hernád y cerca de la frontera con la región de Prešov.

## Demografía
| Año        | 1994 | 2004    | 2014    | 2024    |
| ---------- | ---- | ------- | ------- | ------- |
| Población  | 3405 | 3441    | 3342    | 3184    |
| Diferencia |      | +1,05 % | −2,87 % | −4,72 % |

| Año        | 2023 | 2024    |
| ---------- | ---- | ------- |
| Población  | 3189 | 3184    |
| Diferencia |      | −0,15 % |